# Восстание Юрия Андреевича (1191 год)
Восстание Юрия Андреевича — мятеж 1191 года, официальной целью которого провозглашалось восстановление прав Юрия Андреевича на грузинский трон. Однако в действительности мятеж был направлен на ослабление центральной власти, расширение привилегий крупной феодальной знати и восстановление влияния высших слоёв общества, ущемлённых политикой царского двора.
Крупные феодалы западной и южной Грузии, недовольные политикой царского двора, организовали мятеж. Среди лидеров восстания были: Вардан Дадиани — мсахуртухуцеси (управляющий двором); Гузан Абулсанидзе — правитель Кларджети и Шавшети; Боцо Джакели — эристави и спаспет Самцхе.
Мятежники пригласили Юрия Андреевича и провозгласили его царём в Гегути.
Царица Тамара пыталась урегулировать конфликт мирным путём, однако переговоры не увенчались успехом. Восставшие разделились на две группы. Одна из них пересекла Лихский хребет, разграбила Картли и дошла до Начармагеви. Вторая группа пересекла перевал Ркинисджвари, захватила крепость Цихисджвари и сожгла город Одзрхе.
Для подавления восстания грузинский царский двор собрал армию под руководством амирспасалара Гамрекели Торели. Войска столкнулись с мятежниками, и те отступили. Царская армия преследовала их до района между крепостями Тмогви и Эрушети, где состоялась решающая битва. Она завершилась победой войск Тамары.
Когда мятежники, находившиеся в Картли, узнали о поражении своих союзников в Джавахети, они бежали. Лидеры восстания добровольно сдались, и Юрий Андреевич был возвращён царскому двору. По приказу Тамары Юрий был отпущен невредимым. По мнению историка И. Джавахишвили, он вновь отправился в Византию. Другие предводители восстания также избежали сурового наказания, хотя были лишены должностей. Верные Тамаре союзники получили награды и привилегии.
Юрий Андреевич предпринял ещё одну попытку вернуть власть. Он вторгся в Грузию со стороны Аррана, разграбил регион Камбечан, захватил пленных и добычу. Однако его преследовал Сагир, сын Махатли, правитель Хорнабуджи, который нанёс Юрию поражение. После этого Юрий Андреевич навсегда покинул пределы Грузии.